# Shah Jahan III
Shah Jahan III (1711-1772), (شاه جہان 3) también conocido como Muhi-ul-millat fue emperador mogol brevemente. Él era el hijo de Muhi-us-sunnat, el hijo mayor de Muhammad Kam Baksh, que era el hijo más joven de Aurangzeb. Lo colocaron en el trono mogol en diciembre de 1759 como resultado de las intrigas en Delhi con la ayuda de Imād al-Mulk pero luego fue depuesto por Mir Ghazi ud-Din en 1760.
En 1759, Delhi fue capturada brevemente por los Marathas.
El recién nombrado Gran Visir Mughal después de la invasión de Ahmad Shah Durrani fue Najib-ud-Daula, quien trató de consolidar los restos del Imperio Mughal uniendo a los distantes Faujdars, Nawab y Nizams en una causa común contra los Marathas. Temiendo su ira, el depuesto Imad-ul-Mulk se alineó con el líder maratha Sadashivrao Bhau y lanzó un contraataque contra Najib-ud-Daula que duró 15 días y resultó en la derrota de Najib-ud-Daula, quien fue conducido al norte.
Imad-ul-Mulk temió entonces que el emperador mogol Alamgir II llamaría a Ahmad Shah Durrani, o usaría a su hijo, el príncipe Ali Gauhar, para despojarlo de su nuevo poder con los Marathas. Por lo tanto, Imad-ul-Mulk conspiró para asesinar al emperador mogol Alamgir II y su familia. Algunos príncipes mogoles, incluido Ali Gauhar, lograron escapar desesperadamente antes del asesinato. En noviembre de 1759, se le dijo al emperador mogol Alamgir II que un hombre piadoso había venido a recibirlo, Alamgir II, muy ansioso por conocer a hombres santos, se dispuso inmediatamente a encontrarse con él en Kotla Fateh Shah, fue apuñalado repetidamente por Imad asesinos de ul-Mulk. La muerte del emperador mogol Alamgir II fue lamentada en todo el imperio mogol, en particular por la población musulmana.
Después del asesinato de Alamgir II en 1759, los Peshwa bajo el dominio de Sadashivrao Bhau habían alcanzado la cima de su poder de corta duración, particularmente cuando su participación en el asesinato se había vuelto eminente cuando discutió la abolición del Imperio Mughal y la colocación de Vishwasrao en el trono. en Delhi sobornando o destituyendo a Imad-ul-Mulk.